# Argopatagus
Argopatagus is een geslacht van zee-egels uit de familie Macropneustidae.

## Soorten
- Argopatagus planus (A. Agassiz & H.L. Clark, 1907)
- Argopatagus vitreus A. Agassiz, 1879